# Intentionalität

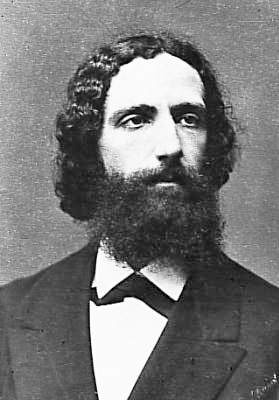
Brentano führte den Begriff der Intentionalität in die moderne Philosophie ein

Der Begriff der Intentionalität bezeichnet die Fähigkeit des Menschen, sich auf etwas zu beziehen (etwa auf reale oder nur vorgestellte Gegenstände, Eigenschaften oder Sachverhalte). 
Intentionalität wird in erster Linie mentalen Zuständen wie Wahrnehmungen, Glaubenshaltungen oder Begierden zugeschrieben. Daher wird Intentionalität von vielen Philosophen als charakteristisches Merkmal des Mentalen angesehen. Ein zentrales Thema für Theorien der Intentionalität ist das Problem der intentionalen Inexistenz: zu bestimmen, welcher ontologische Status den Entitäten zukommt, die Objekte intentionaler Zustände sind. 
Das Konzept lässt sich antiken, mittelalterlichen und frühneuzeitlichen Theoretikern zuschreiben und geht in der modernen Diskussion meist auf den Philosophen und Psychologen Franz Brentano zurück. Dieser hatte den Begriff in seiner Arbeit Psychologie vom empirischen Standpunkte wiedereingeführt. Durch die Arbeiten Edmund Husserls wurde Intentionalität zu einem zentralen Konzept der Phänomenologie.
In den heutigen Debatten der Philosophie des Geistes wird Intentionalität oftmals als spezifisches Merkmal des Mentalen verstanden: Gibt es Intentionalität, so gebe es Mentales – und nicht etwa nur Materielles und naturwissenschaftlich Beschreibbares. Die Annahme von Intentionalität stellt aus der Sicht der Vertreter des Mentalen daher wie das phänomenale Bewusstsein (Qualia) ein Problem für den Materialismus dar. Gegner dieser Position glauben jedoch ohne eine Annahme des Mentalen auszukommen und halten Intentionalität für naturwissenschaftlich erklärbar.

## Intentionalität nach Brentano

### Intentionale Inexistenz
Der Begriff der Intentionalität ist ein philosophischer Fachterminus und weder mit dem alltäglichen Begriff der Intention als Absicht, noch mit dem semantischen Begriff der Intension gleichbedeutend. Die klassische Begriffsbestimmung gibt Brentano:

„Jedes psychische Phänomen ist durch das charakterisiert, was die Scholastiker des Mittelalters die intentionale (auch wohl mentale) Inexistenz eines Gegenstandes genannt haben, und was wir, obwohl mit nicht ganz unzweideutigen Ausdrücken, die Beziehung auf einen Inhalt, die Richtung auf ein Objekt (worunter / hier nicht eine Realität zu verstehen ist), oder die immanente Gegenständlichkeit nennen würden. Jedes enthält etwas als Objekt in sich, obwohl nicht jedes in gleicher Weise. In der Vorstellung ist etwas vorgestellt, in dem Urteile ist etwas anerkannt oder verworfen, in der Liebe geliebt, in dem Hasse gehasst, in dem Begehren begehrt usw. Diese intentionale Inexistenz ist den psychischen Phänomenen ausschließlich eigentümlich. Kein physisches Phänomen zeigt etwas Ähnliches.“

Die These Brentanos lautet also, dass die Intentionalität eine Eigenschaft des Mentalen sei, die man mit den Phrasen „Beziehung auf einen Inhalt“ oder „Richtung auf ein Objekt“ beschreiben kann. Ein Beispiel kann diesen Zusammenhang verdeutlichen: Der Gedanke, dass noch Milch im Kühlschrank ist, bezieht sich auf die Objekte Kühlschrank und Milch und den Sachverhalt, dass noch Milch im Kühlschrank ist. Durch diesen Bezug auf einen Sachverhalt kann der Gedanke auch wahr oder falsch sein.
Nach Chrudzimski soll Brentano diese Theorie in seinen Vorlesungen zu einer komplexeren „Mediator“-Theorie weiterentwickelt haben. Nach 1900 soll Brentano die Einführung des Begriffs „intentionale Inexistenz“ bedauert haben.

### Intentionale Definition des Mentalen
Brentano vertrat zudem die Auffassung, dass Intentionalität das definierende Merkmal des Mentalen sei. Es gebe keine nichtmentale Entität, die das Merkmal der Intentionalität besitze, und umgekehrt auch keine mentale Entität, die das Merkmal der Intentionalität nicht besitze. Diese Behauptung wird in der heutigen Philosophie oft angezweifelt.
Es wird nämlich argumentiert, dass es auch nichtintentionale mentale Zustände gebe. So sei etwa ein allgemeines Unwohlsein oder eine allgemeine Euphorie durchaus mental, müssten sich jedoch auf nichts beziehen. Allerdings hätten all diese nichtintentionalen mentalen Zustände das Merkmal der Qualia. So wird heutzutage oft folgendes vorgeschlagen: Intentionalität und Qualia sind jeweils hinreichend, aber nicht notwendig für die Existenz des Mentalen. Jeder mentale Zustand müsse jedoch zumindest Intentionalität oder eine qualitative Empfindung als Eigenschaft haben.

## Intentionalität nach Husserl

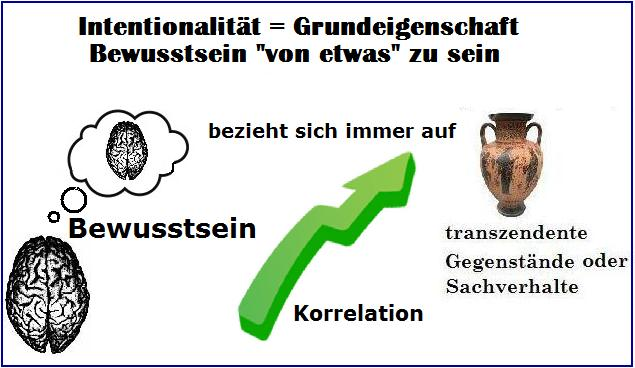
Intentionalität nach Husserl

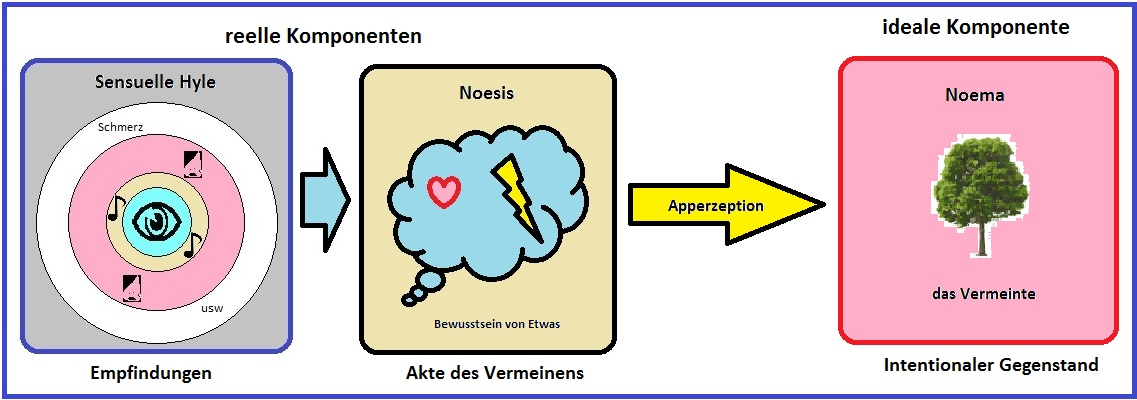
Aufbau eines Bewusstseinserlebnisses

Durch Reflexion erfassen wir statt der Sachen, der Werte, Zwecke usw. die entsprechenden subjektiven Erlebnisse, in denen sie uns bewusst werden. Man bezeichnet sie auch als »Phänomene«. Ihr allgemeinster Wesenscharakter ist es, »Bewusstsein-von«, »Erscheinung-von« den jeweiligen Dingen zu sein, sie sind »intentionale« Erlebnisse. Der terminologisch aus der Scholastik stammende Ausdruck für den Grundcharakter des Seins als Bewusstsein, als Erscheinung von etwas ist Intentionalität.
Edmund Husserl übernimmt von F. Brentano, einem seiner Lehrer, die Grundbedeutung von Intentionalität (s. o.) und baut sie durch zahlreiche Analysen von Beispielen zu einem eigenständigen, zentralen Begriff in der Phänomenologie aus.
Das »Bewußtsein« besteht für Husserl im Gesamtbestand der intentionalen Erlebnisse eines Subjekts. Die intentionalen Erlebnisse bezeichnet Husserl als Akte (um Äquivokationen zu vermeiden), z. B. Wahrnehmungen, Erinnerungen, Gefühle usw. Die allgemeine Intentionalität des Bewusstseins differenziert Husserl später in Noesis (»cogito«, Weisen des Intendierens, intentionaler Akt) und Noema (»cogitatum«, das Intendierte, intentionales Objekt).
Nichtintentionale Empfindungsdaten, als sensuelle Hyle bezeichnet, erfahren im Bewusstsein eine Vergegenständlichung in einem besonderen mentalen Prozess, den Husserl als Apperzeption im Sinne von Auffassung, Deutung, Interpretation bezeichnet, und werden somit als intentionale Gegenstände konstituiert. Unter intentionalen Gegenständen oder intentionalen Objekten sind die Bezugspunkte eines Bewusstseinsvollzuges aufzufassen. Der intendierte Gegenstand ist weder ein immanenter Teil des Bewusstseins selbst, noch in diesem enthalten. Intentionalität betrifft nicht nur wirklich existierende Gegenstände, sondern auch Phantasievorstellungen, Erinnerungen usw. Nicht alle Erlebnisse sind intentional, z. B. Farb- oder Tonempfindungen, sondern Momente, fundiert in einem intentionalen Gesamtakt.
Unter der Bedeutungsintention versteht man den Bezug auf etwas Gegenständliches mit einer Bedeutung, z. B. Baum (Etwas als Etwas »vermeinen«). Kennt man die Bedeutung eines Ausdrucks nicht, ist die Bedeutungsintention zunächst anschauungsleer; zur Bedeutungserfüllung kommt es, wenn das Vermeinte eine anschauliche Bestätigung erfährt. Bei Deckung von Bedeutungsintention und Bedeutungserfüllung ist Evidenz gegeben.
In der Theorie der Intentionalität besetzt der Begriff des Horizonts eine zentrale Rolle. Betrachten wir einen Baum, erhalten wir nur eine Perspektive des Objekts. Diese einzelne Wahrnehmung führt zu Antizipationen, die auf einen Wahrnehmungszusammenhang hindeuten und abwesende, »abgeschattete« Perspektiven des Baumes mitintendieren (Appräsentation; jede Wahrnehmung schließt eine »Hinausdeutung« ein). Auch bleibt im Hintergrund die Umgebung unthematisch, die aber im weiteren Wahrnehmungsverlauf zur Präsenz kommen kann. Diese potentiellen Vollzugsmöglichkeiten werden als »Horizontintentionalitäten« bezeichnet.
Grundlegend für die Intentionalität ist das Zeitbewusstsein. Erst im Fluss der Akte aus Urimpression-Retention-Protention-Einheiten kann sich ein zusammengehörendes Erlebnis, wie z. B. eine Melodie, im Bewusstsein konstituieren. Längsintentionalität ist das andauernde »Herabsinken« und Modifizieren der aufeinander folgenden Retentionen. Die Retention bindet gleichsam eine Urimpression an den Erlebnisfluss. Ähnliches gilt für die Protentionen, bei denen jedoch die Intentionen offenbleiben und erwartungsartig sind. Es handelt sich aber nicht um Leerintentionen, das sind Verweise auf Retention-Protentionsketten, wie bei der Erinnerung. Mit dem Begriff Querintentionalität der Retention bezeichnet Husserl die inhaltliche Gerichtetheit des Bewusstseins auf denselben Gegenstand in den zeitkonstituierenden Ablaufphasen.
Für eine objektive Gültigkeit der Welt muss die egologische Phänomenologie durch die Intersubjektivität erweitert werden, da die intentionalen Gegebenheiten für jede Person existieren. Das transzendentale Ego ist nicht allein für die Konstitution der objektiven Welt zuständig, sie muss in Relation zu Fremderfahrungen gesehen werden, deren Korrelat sie ist.

### Heideggers Kritik an Husserl

#### Transzendenz des Daseins
Martin Heidegger verwarf Husserls Konzept der Intentionalität. Intentionalität kann sich nur auf als vorhanden vorgestellte Objekte richten. Wenn Husserl nämlich davon spricht, dass sinnliche Wahrnehmung im „Gegenwärtigen“ besteht, dann ist im Moment der Wahrnehmung gerade jegliche Zeit ausgeschaltet. Dies, so Heidegger, muss auch so erscheinen, wenn man von einem intentionalen Ansatz ausgeht, weil dieser es nicht ermöglicht, nachträglich die Zeit mit in das Verständnis eines Phänomens einzubeziehen. Heidegger hingegen dreht das Verhältnis um und gibt der Zeitlichkeit des Daseins die Priorität: Das Verhältnis zwischen Dasein (Mensch) und Welt ist immer ein zeitliches. Erst nachträglich kann man von diesem grundlegenden Verhältnis absehen und dann zu einem Intentionalitätsbegriff kommen, der die Zeit nicht mehr enthält.
Heideggers Kritik am Begriff der Intentionalität steht in Zusammenhang mit seiner Kritik an traditionellen Ontologien, sofern diese Objekte losgelöst von ihrem Bezugszusammenhang betrachtet werden. (Diesen Bezugszusammenhang, der u. a. durch basale Zweckzusammenhänge bestimmt ist, nennt Heidegger Welt.) Was beispielsweise ein Hammer ist, bestimmt sich erst durch diesen Zusammenhang. (Heidegger spricht von um zu-Bezügen, von Zuhandenheit statt Vorhandenheit und von einem zuhandenen Zeug statt einem vorhandenen Ding.) In diesem Zusammenhang erst ist der Hammer als solcher begreifbar: als ein Zeug, das zum Hämmern dient, um etwa ein Haus zu bauen und so Schutz vor Unwetter zu bieten. Dieses Weltganze ist nichts, das sich aus einzelnen Teilen erst nachträglich zusammenbaut, sondern es geht dem Zuhandenen ontologisch voraus, indem es ihnen ihren Sinn gleichsam im Voraus zuweist. Umgedreht ist das Dasein immer schon auf dieses Ganze bezogen, wenn es sich einer einzelnen Sache annimmt. Weil es das einzelne stets übersteigt spricht Heidegger auch von der Transzendenz des Daseins. Das Übersteigen des einzelnen Objekts in Bezug auf das Ganze ist dabei zugleich zeitlich wie auch bedeutungsmäßig zu verstehen. Es ist Bedingung dafür, dass einzelnes Seiendes begegnen kann und verstanden wird. Das intentionale Erfassen eines Seienden ist daher nur möglich auf dem Grund dieser Transzendenz – Intentionalität ist ein „Sonderfall“ der Transzendenz des Daseins. Heidegger gibt als These dafür, wie die falsche Ansetzung der Intentionalität als primärer Bezug zur Welt entstehen konnte an, dass hier immer noch die Idee eines Subjekts mitschwingt, das der Welt erkennend gegenübersteht und einzelne zusammenhangslose Objekte in Raum und Zeit wahrnimmt.
Das Beispiel des Hammers zeigt hingegen, dass Dinge in einen Verweisungszusammenhang eingebunden sind und dieser nur zeitlich verstanden werden kann: der Hammer ist nur in Betracht auf einen zukünftigen Gebrauch zu verstehen. Diese Zukunft ist aber nicht „etwas“, kein Objekt in der Welt, auf das man gerichtet sein kann. Auch ist die Zukunft kein „Gedanke“. Auch dies würde sie vergegenständlichen, so dass man sich auf sie als Objekt richten könnte. Die „Welt“ selbst geschieht als eine Verschränkung von Gegenwart und Zukunft im Dasein des Menschen. Heidegger kennzeichnet diesen Strukturzusammenhang von Welt und Dasein, indem er das Dasein als Sorge bezeichnet und so den praktischen Umgang mit der Welt in den Vordergrund stellt, dem ein theoretisch-intentionaler erst nachfolgt.

#### Grundstimmung als nicht-intentionaler Weltbezug
Ähnlich kann ein Phänomen wie die Langeweile nicht – wie Husserl dies allgemein für alle Objekte postulierte – als Objekt im Bewusstseinsstrom beobachtet werden. Zwar sind wir, wenn uns langweilig ist, auf Dinge (also Objekte) gerichtet, die uns die Zeit vertreiben. Aber die Bedrängnis welche wir in der Langeweile verspüren lässt sich, so Heidegger, gerade nicht als Gerichtetheit auf ein Objekt verstehen. Viel mehr sind hier Stimmungen am Werk. Heidegger stellt dem Konzept der Intentionalität daher eine Grundstimmung entgegen, d. h. die Tatsache, dass der Mensch immer schon stimmungsmäßig auf die Welt als Ganzes bezogen ist. Nur weil wir der Welt gegenüber immer schon irgendwie gestimmt sind, gehen uns dann auch die einzelnen (intentional erfassten) Sachen etwas an. Ein einzelner „Vorfall“ bekommt eine Bedeutung nicht als einzelnes factum brutum, sondern nur in Bezug auf das Ganze geht er uns erst etwas an.
Verteidigung von Husserls Intentionalitätsbegriff gegen Heidegger
Der japanische Phänomenologe Shinji Hamauzu verteidigt Husserl gegenüber Heidegger durch die Einbeziehung von Aspekten, die Heidegger seiner Meinung nach bei Husserl übersehen hat.

## Das Problem der intentionalen Inexistenz
Ein zentrales Thema für Theorien der Intentionalität ist das Problem der intentionalen Inexistenz: zu bestimmen, welcher ontologische Status den Entitäten zukommt, die Objekte intentionaler Zustände sind. Dies ist besonders relevant für Fälle, in denen es um Objekte geht, die außerhalb des Geistes keine Existenz haben, wie im Falle bloßer Fantasien oder Halluzinationen.
Nehmen wir zum Beispiel an, dass Mary an Superman denkt. Einerseits scheint dieser Gedanke intentional zu sein: Mary denkt an etwas. Andererseits existiert Superman nicht. Dies deutet darauf hin, dass Mary entweder nicht an etwas denkt oder dass Mary an etwas denkt, das nicht existiert. Verschiedene Theorien wurden vorgeschlagen, um diese widersprüchlichen Intuitionen in Einklang zu bringen. Diese Theorien lassen sich grob in Eliminativismus (eliminativism), Relationalismus (relationalism) und Adverbialismus (adverbialism) unterteilen. Eliminativisten bestreiten, dass diese Art von problematischem Geisteszustand möglich ist. Relationalisten versuchen, das Problem zu lösen, indem sie intentionale Zustände als Relationen interpretieren, während Adverbialisten sie als Eigenschaften interpretieren.

### Eliminativismus
Eliminativisten bestreiten, dass das obige Beispiel möglich ist. Es mag für uns und für Mary den Anschein haben, dass sie an etwas denkt, aber in Wirklichkeit denkt sie überhaupt nicht. Eine solche Position könnte durch eine Form des semantischen Externalismus (semantic externalism) motiviert sein. Diese Position besagt, dass die Bedeutung eines Begriffs, oder in diesem Beispiel der Inhalt eines Gedankens, durch Faktoren außerhalb des Subjekts bestimmt wird. Wenn die Bedeutung von einer gelungenen Referenz abhängt, dann würde das Scheitern der Referenz zu einem Mangel an Bedeutung führen. Die Schwierigkeit für eine derartige Position besteht darin, zu erklären, warum es Mary so vorkommt, als würde sie an etwas denken, und wie sich das scheinbare Denken vom tatsächlichen Denken unterscheidet.

### Relationalismus
Relationalisten sind der Ansicht, dass einen intentionalen Zustand zu haben bedeutet, in einer Relation zum intentionalen Objekt zu stehen. Dies ist die natürlichste Position für unproblematische Fälle. Wenn Mary also einen Baum wahrnimmt, könnte man sagen, dass eine Wahrnehmungsbeziehung zwischen Mary, dem Subjekt dieser Beziehung, und dem Baum, dem Objekt dieser Beziehung, besteht. Relationen werden üblicherweise als existenz-implizierend angesehen: Die Instanz einer Relation impliziert die Existenz ihrer Relata. Dieses Prinzip schließt aus, dass wir Relationen zu nicht-existierenden Entitäten haben können. Eine Möglichkeit, dieses Problem zu lösen, besteht darin, dieses Prinzip zu leugnen und für eine Art Intentionalitäts-Exzeptionalismus (intentionality exceptionalism) zu argumentieren: dass sich Intentionalität von allen anderen Relationen in dem Sinne unterscheidet, dass dieses Prinzip nicht für sie gilt.
Eine häufigere relationalistische Lösung besteht darin, nach existierenden Objekten zu suchen, die die Rolle spielen können, die das nicht-existierende Objekt eigentlich spielen sollte. Solche Objekte werden manchmal als „proxies“, „traces“ oder „Ersatzobjekte“ bezeichnet. Es wurde vorgeschlagen, dass abstrakte Objekte oder platonische Ideen diese Rolle spielen können. Abstrakte Objekte haben wirkliche Existenz, aber sie existieren außerhalb von Raum und Zeit. Wenn Mary also an Superman denkt, so steht sie in einer Denkbeziehung zu dem abstrakten Objekt oder der platonischen Idee, die Superman entspricht. Eine ähnliche Lösung ersetzt abstrakte Objekte durch konkrete mentale Objekte. In diesem Fall existiert in Marys Kopf ein mentales Objekt, das Superman entspricht. Als Mary anfängt, an Superman zu denken, geht sie eine Beziehung mit diesem mentalen Objekt ein. Ein Problem für diese beiden Theorien ist, dass sie die Erfahrung des Denkens falsch zu charakterisieren scheinen. Wenn Mary an Superman denkt, denkt sie weder an eine platonische Form außerhalb der Raumzeit noch an ein mentales Objekt. Stattdessen denkt sie an ein konkretes physisches Wesen. Eine verwandte Lösung betrachtet mögliche Objekte als intentionale Objekte. Dies beinhaltet ein Bekenntnis zum modalen Realismus, zum Beispiel in Form des Lewis'schen Modells oder wie es Takashi Yagisawa vorschwebt.

### Adverbialismus
Adverbialisten vertreten die Auffassung, dass intentionale Zustände Eigenschaften von Subjekten sind. Es werden also außer dem Subjekt keine eigenständigen Objekte benötigt, wodurch Adverbialisten das Problem der Nicht-existenz vermeiden. Dieser Ansatz wird als „Adverbialismus“ bezeichnet, da das Objekt des intentionalen Zustands als eine Modifikation dieses Zustands angesehen wird, was sprachlich durch Adverbien ausgedrückt werden kann. Anstatt zu sagen, dass Mary an Superman denkt, wäre es nach Ansicht der Adverbialisten präziser zu sagen, dass Mary in einer superman-haften Weise denkt oder dass Mary superman-haft denkt. Der Adverbialismus wurde mit der Begründung in Frage gestellt, dass er die natürliche Sprache und die darin kodierten metaphysischen Einsichten belastet. Ein weiterer Einwand ist, dass der Adverbialismus durch die Behandlung von intentionalen Objekten als bloße Modifikationen von intentionalen Zuständen die Fähigkeit verliert, zwischen verschiedenen komplexen intentionalen Inhalten zu unterscheiden, was als Viele-Eigenschaften-Problem (many-property-problem) bezeichnet wird.

## Phänomenale Intentionalität
Phänomenale Intentionalität ist die Art der Intentionalität, die in phänomenalen oder bewussten mentalen Zuständen begründet ist. Sie steht im Gegensatz zur nicht-phänomenalen Intentionalität, die oft z. B. der Sprache und unbewussten Zuständen zugeschrieben wird. Die Unterscheidung ist wichtig für Philosophen, die der Meinung sind, dass phänomenale Intentionalität einen privilegierten Status gegenüber nicht-phänomenaler Intentionalität hat. Diese Position wird als phänomenale Intentionalitätstheorie (phenomenal intentionality theory) bezeichnet. Dieser privilegierte Status kann zwei Formen annehmen. In der moderaten Version ist die phänomenale Intentionalität privilegiert, weil andere Arten der Intentionalität von ihr abhängen oder in ihr begründet sind. Sie sind daher nicht intrinsisch intentional. Die stärkere Version geht noch weiter und bestreitet, dass es andere Arten von Intentionalität gibt. Die phänomenale Intentionalitätstheorie wird üblicherweise der naturalistischen Einstellung zur Intentionalität gegenübergestellt. Diese Ansicht besagt, dass intentionale Eigenschaften auf natürliche Eigenschaften, wie sie von den Naturwissenschaften untersucht werden, reduzierbar sind.

## Intentionalismus
Der Intentionalismus ist die These, dass alle mentalen Zustände intentional sind, d. h. dass sie sich auf etwas beziehen: auf ihr intentionales Objekt. Diese These wird auch als „Repräsentationalismus“ bezeichnet. Der Intentionalismus folgt aus Brentanos Behauptung, dass Intentionalität das „Merkmal des Mentalen“ ist: Wenn alle und nur mentale Zustände intentional sind, dann sind mit Sicherheit alle mentalen Zustände intentional. Diese These wird von Anti-Intentionalisten bestritten, oft mit dem Hinweis auf Gegenbeispiele in der Form von Zuständen, die mental aber nicht intentional sind. Zu den mutmaßlichen Gegenbeispielen gehören rein sinnliche Zustände und mystische Erfahrungen des reinen Bewusstseins.
Diskussionen über den Intentionalismus konzentrieren sich oft auf die Intentionalität bewusster Zustände. Man kann bei solchen Zuständen die Unterscheidung treffen zwischen ihren phänomenalen Merkmalen, d. h. wie es für ein Subjekt ist, einen solchen Zustand zu haben, und ihren intentionalen Merkmalen, d. h. worum es in ihnen geht. Diese beiden Merkmale scheinen eng miteinander verwandt zu sein, weshalb Intentionalisten verschiedene Theorien vorgeschlagen haben, um die genaue Form dieser Verwandtschaft zu erfassen.

### Formen des Intentionalismus
Diese Theorien lassen sich grob in drei Kategorien einteilen: reiner Intentionalismus, nicht-reiner Intentionalismus und Qualia-Theorien. Sowohl der reine als auch der nicht-reine Intentionalismus gehen davon aus, dass es eine Supervenienzbeziehung zwischen phänomenalen Merkmalen und intentionalen Merkmalen gibt, z. B. dass sich zwei intentionale Zustände nicht hinsichtlich ihrer phänomenalen Merkmale unterscheiden können, ohne sich gleichzeitig hinsichtlich ihrer intentionalen Merkmale zu unterscheiden. Qualia-Theorien hingegen behaupten, dass es unter den phänomenalen Merkmalen eines mentalen Zustands zumindest einige nicht-intentionale phänomenale Eigenschaften, sogenannte „Qualia“, gibt, die nicht durch intentionale Merkmale bestimmt sind. Der reine und der nicht-reine Intentionalismus sind sich uneinig darüber, welche intentionalen Merkmale für die Bestimmung der phänomenalen Merkmale verantwortlich sind. Reine Intentionalisten vertreten die Ansicht, dass nur der intentionale Inhalt verantwortlich ist, während nicht-reine Intentionalisten behaupten, dass die Art und Weise, wie dieser Inhalt präsentiert wird, ebenfalls eine Rolle spielt.
Tim Crane, selbst ein nicht-reiner Intentionalist, erklärt diesen Unterschied, indem er drei Aspekte intentionaler Zustände unterscheidet: das intentionale Objekt, den intentionalen Inhalt und den intentionalen Modus. Zum Beispiel zu sehen, dass ein Apfel rund ist, und zu schmecken, dass dieser Apfel süß ist, haben beide dasselbe intentionale Objekt: den Apfel. Aber sie haben unterschiedliche Inhalte: Die visuelle Wahrnehmung schreibt dem Apfel die Eigenschaft der Rundheit zu, während die geschmackliche Wahrnehmung dem Apfel die Eigenschaft der Süße zuschreibt. Die Berührung des Apfels führt ebenfalls zu einer Wahrnehmungserfahrung, die dem Apfel Rundheit zuschreibt, aber die Rundheit wird auf eine andere Weise präsentiert. Die visuelle Wahrnehmung und die haptische Wahrnehmung stimmen also in Bezug auf das intentionale Objekt und den intentionalen Inhalt überein, unterscheiden sich jedoch im intentionalen Modus. Reine Intentionalisten stimmen teilweise dieser Unterscheidung nicht zu. Sie können zum Beispiel argumentieren, dass der Unterschied im letzten Fall auch dem intentionalen Inhalt zuzuordnen ist, weil dem Apfel zwei verschiedene Eigenschaften zugeschrieben werden: die gesehene Rundheit und die gefühlte Rundheit.

## Intentionalität als Problem für reduktionistische Theorien
In der gegenwärtigen Philosophie des Geistes wird das Konzept der Intentionalität insbesondere als ein Problem für den Materialismus diskutiert. Materialistische Theorien gehen davon aus, dass auch mentale Zustände auf physische Zustände zurückgeführt werden können. Nun hätten allerdings mentale Zustände oft die Eigenschaft der Intentionalität, und es scheine unklar zu sein, wie ein physischer Zustand ebendiese Eigenschaft haben könne.
In materialistischen Theorien werden Gedanken auf neuronales Geschehen zurückgeführt. Kritiker des Materialismus argumentieren dagegen, wenn ein Gedanke einem Vorgang im Gehirn entspräche, so müsse ebendieser Vorgang auch intentional sein. Genau dieses sei jedoch sehr unplausibel.
Von materialistischer Seite wird hierauf erwidert, dass sich Auslöser von Aktionen, Bedeutungen, Gründe und Wahrheit auch ohne mentale Zustände erklären ließen, da sie auch in der Sprache von Maschinen vorkommen.

## Intentionalität als Vorstellung aufgrund sozialer Spiegelung
Der Psychologe Wolfgang Prinz legte eine umfassende und empirisch begründete Theorie vor, wonach während der kindlichen Entwicklung die Vorstellung eigener Absichten aus der Beobachtung anderer Personen erwachse. Diesen Wahrnehmungsprozess bezeichnete er als soziale Spiegelung. Das beobachtende Kind lerne zu verstehen, dass andere Personen zielgerichtet handeln, und es lerne, diesem Handeln Absichten zuzuschreiben (Mentalisierung). Ab einem gewissen Entwicklungsstadium sei ein Kind in der Lage, die Vorstellung, dass andere Personen Absichten haben, auf sich selber zu übertragen. Von da ab sei es in der Lage, eigene Intentionalität zu erleben. Demnach seien soziale Wahrnehmung, Gedächtnis und Kombination die Wurzeln von Intentionalität. Da diese naturwissenschaftlich erklärbar seien, gelte dasselbe auch für Intentionalität.